# Vittoria Savojská
Vittoria Cristina Adelaide Chiara Maria di Savoia (* 28. prosince 2003, Ženeva) je dcera a dědička benátského knížete Emanuela Filiberta Savojského, který si nárokuje titul hlavy rodu Savojských.
Vzhledem k tomu, že zákony o nástupnictví rodu Savojských dovolovaly nastoupit na trůn pouze mužům, nástup ženy do čela rodu Savojských je bezprecedentní. V roce 2019 Viktor Emanuel, Vittoriin dědeček, prohlásil, že zákony rodu Savojských budou změněny, a Vittoria se tak stala druhou v linii následnictví na funkci hlavy rodu Savojských, přičemž první je její otec.
Vittoria je první ženskou členkou Řádu zvěstování, který byl založen v roce 1362.

## Mládí a rodina
Narodila se 28. prosince 2003 v Ženevě ve Švýcarsku. Její otec benátský kníže Emanuel Filibert, byl tehdy sporným dědicem italského trůnu a její matka Clotilde Courau je francouzská herečka. Její mladší sestra Luisa se narodila v roce 2006. Je vnučkou neapolského knížete Viktora Emanuela, sporné hlavy rodu Savojských, a jeho manželky Mariny Doriové. Její pradědeček, král Umberto II., byl před tím, než byla monarchie v roce 1946 v referendu zrušena, posledním italským králem. Její prababička byla Marie Josefa Belgická, poslední italská královna.

### Křest
Pokřtěna byla 30. května 2004 kardinálem Giovannim Chelim v bazilice svatého Františka z Assisi v Assisi. Jejími kmotry byli Ottavio Mazzola a Roberta Fabbriová. Měla na sobě křestní šaty, které měl na sobě její prapradědeček král Viktor Emanuel III. při křtu dne 31. května 1869. Mezi hosty byli princ Albert Monacký, princezna Marie Beatrix Savojská, princ Sergius Jugoslávský a princezna Mafalda Hesenská, vnučka princezny Mafaldy Savojské. Rodiče vybrali Assisi ve světle jeho mírové symboliky.

## Následnictví
Vittoriin dědeček, neapolský kníže Viktor Emanuel, v roce 2019 změnil pravidla nástupnictví, která dříve umožňovala dědit trůn pouze mužům. Podle změny pravidel Vittoria, jako prvorozené dítě svého otce, po něm jednoho dne nastoupí jako sporná hlava rodu Savojských. Její rodiče nikdy nezplodili mužského dědice, ale mají dvě dcery. Přestože je následnicí v současnosti zaniklého italského trůnu, žije v Paříži v sousední Francii. Současnou linii následnictví v rodu Savojských zpochybňuje princ Aimon, 6. vévoda z Aosty.
O vedení rodu Savojských se v současnosti přou s Aimonem di Savoia Aosta, potomkem mladšího syna Viktora Emmanuela II., Amadea I. Španělského. Spor vychází ze sňatku nepolského knížete Viktora Emanuela s Marinou Doriovou, o kterém Aimonův otec, Amadeus, tvrdil, že byl proveden bez svolení Umberta II., a proto Viktor Emanuel a všichni jeho potomci nemohou nastoupit do čela rodu Savojských.
V červnu 2023 její otec, benátský kníže Emanuel Filibert, oznámil, že se vzdá svého nároku jako sporný následník trůnu ve prospěch Vittorie, ale ještě nepodniknul žádné formální kroky. Pokud by tak učinil, udělalo by to z Vittorie nárokovanou savojskou vévodkyni a spornou hlavu rodu Savojských, pretendentů italského trůnu.
Dne 8. října 2023 byla jmenována členkou Řádu zvěstování a stala se tak vůbec první ženou, která byla přijata do řádu, který byl založen v roce 1362.

## Vyznamenání
- Savojští: Rytíř Řádu zvěstování (6. října 2023)
- Savojští: Rytíř velkokříže Řádu svatých Mořice a Lazara (2021)
- SMOM: Rytíř velkokříže Maltézského záslužného řádu (27. září 2023)[9]

## Vývod z předků
|                   |                                       |  |               |                                      |  |  |  |  |  |  |  | Viktor Emanuel III. |
|                   |                                       |  |               |                                      |  |  |  |  |  |  |  |                     |
|                   | Umberto II.                           |  |               |                                      |  |  |  |  |  |  |  |                     |
|                   |                                       |  |               |                                      |  |  |  |  |  |  |  |                     |
|                   |                                       |  |               | Elena Černohorská                    |  |  |  |  |  |  |  |                     |
|                   |                                       |  |               |                                      |  |  |  |  |  |  |  |                     |
|                   | Viktor Emanuel Savojský               |  |               |                                      |  |  |  |  |  |  |  |                     |
|                   |                                       |  |               |                                      |  |  |  |  |  |  |  |                     |
|                   |                                       |  |               | Albert I. Belgický                   |  |  |  |  |  |  |  |                     |
|                   |                                       |  |               |                                      |  |  |  |  |  |  |  |                     |
|                   | Marie Josefa Belgická                 |  |               |                                      |  |  |  |  |  |  |  |                     |
|                   |                                       |  |               |                                      |  |  |  |  |  |  |  |                     |
|                   |                                       |  |               | Alžběta Gabriela Bavorská            |  |  |  |  |  |  |  |                     |
|                   |                                       |  |               |                                      |  |  |  |  |  |  |  |                     |
|                   | Emanuel Filibert Savojský             |  |               |                                      |  |  |  |  |  |  |  |                     |
|                   |                                       |  |               |                                      |  |  |  |  |  |  |  |                     |
|                   |                                       |  |               | Giuseppe Silvio Uberto Ricolfi Doria |  |  |  |  |  |  |  |                     |
|                   |                                       |  |               |                                      |  |  |  |  |  |  |  |                     |
|                   | René Ricolfi-Doria                    |  |               |                                      |  |  |  |  |  |  |  |                     |
|                   |                                       |  |               |                                      |  |  |  |  |  |  |  |                     |
|                   |                                       |  |               | Vittoria Pianzola                    |  |  |  |  |  |  |  |                     |
|                   |                                       |  |               |                                      |  |  |  |  |  |  |  |                     |
|                   | Marina Doriová                        |  |               |                                      |  |  |  |  |  |  |  |                     |
|                   |                                       |  |               |                                      |  |  |  |  |  |  |  |                     |
|                   |                                       |  |               | Mardocheo Alessandro Benvenuti       |  |  |  |  |  |  |  |                     |
|                   |                                       |  |               |                                      |  |  |  |  |  |  |  |                     |
|                   | Iris Benvenuti                        |  |               |                                      |  |  |  |  |  |  |  |                     |
|                   |                                       |  |               |                                      |  |  |  |  |  |  |  |                     |
|                   |                                       |  |               | Margherita Teresa Putero             |  |  |  |  |  |  |  |                     |
|                   |                                       |  |               |                                      |  |  |  |  |  |  |  |                     |
| Vittoria Savojská |                                       |  |               |                                      |  |  |  |  |  |  |  |                     |
|                   |                                       |  |               |                                      |  |  |  |  |  |  |  |                     |
|                   |                                       |  | Joseph Courau |                                      |  |  |  |  |  |  |  |                     |
|                   |                                       |  |               |                                      |  |  |  |  |  |  |  |                     |
|                   | Armand Courau                         |  |               |                                      |  |  |  |  |  |  |  |                     |
|                   |                                       |  |               |                                      |  |  |  |  |  |  |  |                     |
|                   |                                       |  |               | Alice Catherine Stagemann            |  |  |  |  |  |  |  |                     |
|                   |                                       |  |               |                                      |  |  |  |  |  |  |  |                     |
|                   | Jean-Claude Courau                    |  |               |                                      |  |  |  |  |  |  |  |                     |
|                   |                                       |  |               |                                      |  |  |  |  |  |  |  |                     |
|                   |                                       |  |               | Constantin Charles Spach             |  |  |  |  |  |  |  |                     |
|                   |                                       |  |               |                                      |  |  |  |  |  |  |  |                     |
|                   | Hélène Spachová                       |  |               |                                      |  |  |  |  |  |  |  |                     |
|                   |                                       |  |               |                                      |  |  |  |  |  |  |  |                     |
|                   |                                       |  |               | Jeanne Bourquin                      |  |  |  |  |  |  |  |                     |
|                   |                                       |  |               |                                      |  |  |  |  |  |  |  |                     |
|                   | Clotilde Courau                       |  |               |                                      |  |  |  |  |  |  |  |                     |
|                   |                                       |  |               |                                      |  |  |  |  |  |  |  |                     |
|                   |                                       |  |               | Antoine du Pontavice des Renardières |  |  |  |  |  |  |  |                     |
|                   |                                       |  |               |                                      |  |  |  |  |  |  |  |                     |
|                   | Pierre du Pontavice des Renardières   |  |               |                                      |  |  |  |  |  |  |  |                     |
|                   |                                       |  |               |                                      |  |  |  |  |  |  |  |                     |
|                   |                                       |  |               | Hélène Marie Antoinette Salles       |  |  |  |  |  |  |  |                     |
|                   |                                       |  |               |                                      |  |  |  |  |  |  |  |                     |
|                   | Catherine du Pontavice de Renardières |  |               |                                      |  |  |  |  |  |  |  |                     |
|                   |                                       |  |               |                                      |  |  |  |  |  |  |  |                     |
|                   |                                       |  |               | Francois Joseph Gabriel              |  |  |  |  |  |  |  |                     |
|                   |                                       |  |               |                                      |  |  |  |  |  |  |  |                     |
|                   | Marie-Lélia Gabrielová                |  |               |                                      |  |  |  |  |  |  |  |                     |
|                   |                                       |  |               |                                      |  |  |  |  |  |  |  |                     |
|                   |                                       |  |               | Catherine Sarthou                    |  |  |  |  |  |  |  |                     |
|                   |                                       |  |               |                                      |  |  |  |  |  |  |  |                     |